# Église nationale presbytérienne du Mexique
L'Iglesia Nacional Presbiteriana de México A.R., en français Église nationale presbytérienne du Mexique, est une église réformée mexicaine fondée en 1947. Elle trouve ses origines dans les missions de l'Église presbytérienne des États-Unis à partir du milieu du XIXe siècle. Elle compte actuellement plus d'un million de membres.
Elle est membre de la Communion mondiale d'Églises réformées et de l'Alliance des églises presbytériennes et réformées d'Amérique latine. Elle fut officiellement fondée en 1947, mais 